# Bơi nghệ thuật
Bơi nghệ thuật (tiếng Anh: Synchronized swimming hay artistic swimming) từ tháng 7 năm 2017 bởi Liên đoàn Thể thao dưới nước quốc tế (FINA) là một môn thể thao kết hợp giữa bơi, nhảy múa và thể dục dụng cụ, trong đó các kình ngư biểu diễn một tiết mục nghệ thuật dưới nước với kĩ thuật công phu và thường diễn ra dưới nhạc nền.
Bơi nghệ thuật đồng thời là môn thể thao cá nhân và đồng đội. Bơi nghệ thuật yêu cầu kĩ thuật bơi xuất sắc, đòi hỏi sức mạnh, sức bền, độ dẻo dai, sự uyển chuyển, tỉ mỉ cùng nghệ thuật gìn giữ hơi thở khi chìm trong nước. Trong khi thi đấu vận động viên không được chạm đáy bể.

## Lịch sử
Vào đầu thế kỉ 20, bơi nghệ thuật được biết đến với tên gọi ballet dưới nước. Cuộc thi đấu đầu tiên được ghi chép lại là vào năm 1891 tại Berlin, Đức. Nhiều câu lạc bộ bơi đã biểu diễn trong thời gian ấy, và bơi nghệ thuật cùng lúc được phát triển tại Canada.